# Жалиборы
Жалиборы (укр. Жалибори) — село в Большовцевской поселковой общине Ивано-Франковского района Ивано-Франковской области Украины.
Население по переписи 2001 года составляло 631 человек. Занимает площадь 5,04 км². Почтовый индекс — 77126. Телефонный код — 03431.